# Тиран-крихітка еквадорський

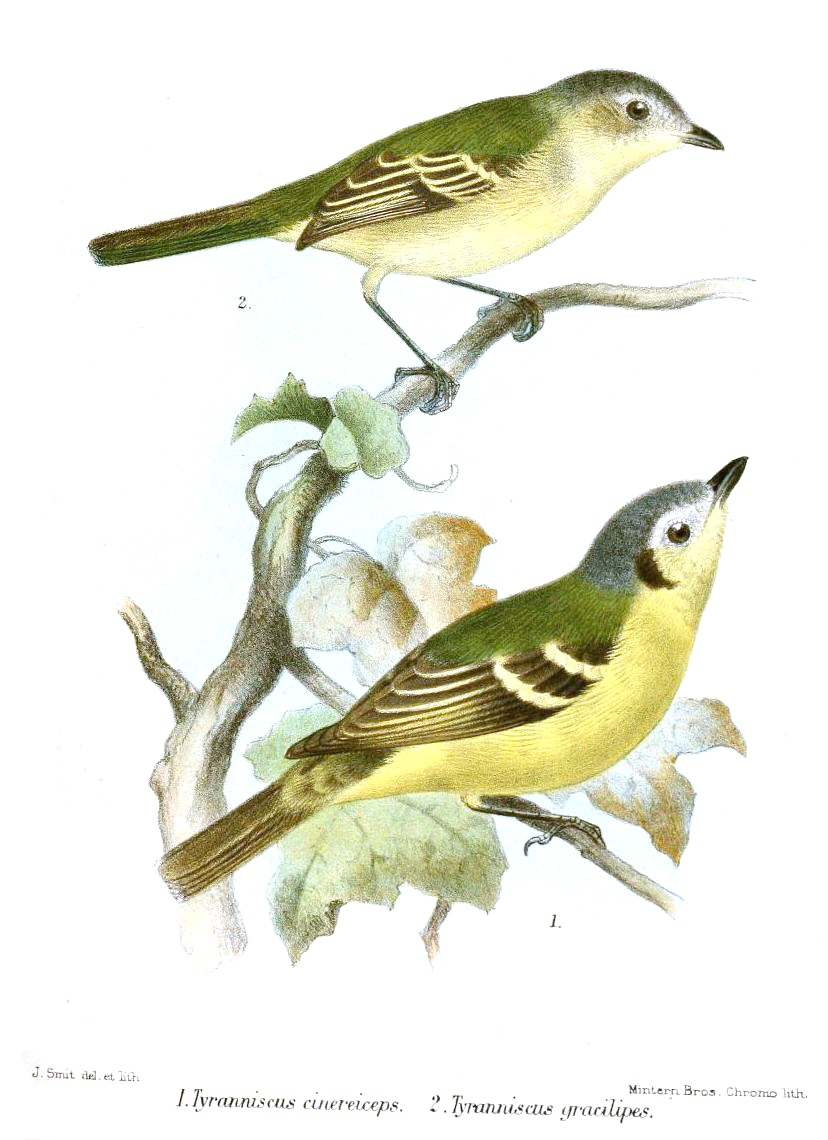
Елегантний тиран-малюк (зверху) і еквадорський тиран-крихітка (знизу)

Тиран-крихітка еквадорський (Phyllomyias cinereiceps) — вид горобцеподібних птахів родини тиранових (Tyrannidae). Мешкає в Андах.

## Поширення і екологія
Еквадорські тирани-крихітки мешкають на крайньому південному заході Венесуели (Тачира), в Колумбії, Еквадорі і Перу (на південь до Куско). Вони живуть у вологих гірських тропічних лісах. Зустрічаються на висоті від 900 до 2700 м над рівнем моря.